# Balsa del Ojo del Cura

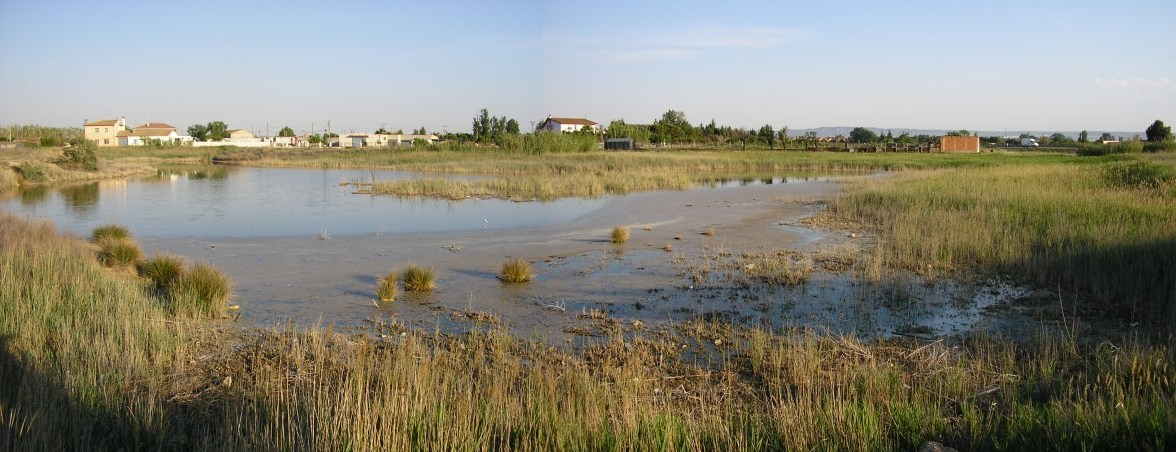
Balsa del Ojo del cura.

La balsa del Ojo del Cura es un humedal en la localidad de Casetas, Comarca Central, provincia de Zaragoza, Aragón, España. Se trata de una laguna de surgencia del acuífero fluvial subterráneo del Ebro.

## Origen
Esta balsa de agua dulce es originada por el acuífero fluvial del río Ebro, emergiendo donde el suelo queda por debajo de su nivel freático. Forma parte de un antiguo conjunto de lagunas que rodean los núcleos de población de Zaragoza, Casetas y Garrapinillos, formadas por el hundimiento del terreno debido a que los yesos del subsuelo se disuelven por las aguas subterráneas y acaban desplomándose formando simas o dolinas que cuando aflora agua se les llama popularmente "Ojos". Forman también parte de este conjunto las balsas de Larralde y el Ojo del Fraile.

## Flora y fauna
El carrizal que lo rodea (carrizo y anea) sirve de protección a las aves acuáticas como la polla de agua, el martín pescador, ánade real y cormorán. Se pasea por un soto con álamos, chopo y tamariz.
- Datos: Q5559257